# Línea 13 (Bus Castellón)
La línea 13 del Transport Urbà de Castelló (TUCS) une el Paseo Ribalta (Impares) con el Nuevo Cementerio de Castellón.

## Frecuencias
La línea únicamente realiza 8 viajes los martes y 4 viajes los sábados. 
| Salida PASEO RIBALTA (IMPARES) | Salida PASEO RIBALTA (IMPARES) | Salida PASEO RIBALTA (IMPARES) |
| Día                            | Horario                        |                                |
| ------------------------------ | ------------------------------ | ------------------------------ |
| Martes                         | 09:45 - 11:00 - 16:00 - 17:00  |                                |
| Sábados                        | 09:45 - 11:00                  |                                |

| Salida NUEVO CEMENTERIO | Salida NUEVO CEMENTERIO       | Salida NUEVO CEMENTERIO |
| Día                     | Horario                       |                         |
| ----------------------- | ----------------------------- | ----------------------- |
| Martes                  | 10:30 - 12:00 - 16:30 - 18:00 |                         |
| Sábados                 | 10:30 - 12:00                 |                         |

## Recorrido
| Dirección NUEVO CEMENTERIO    | Dirección NUEVO CEMENTERIO | Dirección NUEVO CEMENTERIO |
| Parada                        | Enlaces                    |                            |
| ----------------------------- | -------------------------- | -------------------------- |
| PASEO RIBALTA (IMPARES)       |                            |                            |
| Ronda Mijares, 35             |                            |                            |
| Ronda Mijares, 13             |                            |                            |
| C/ Cardenal Costa, 8          |                            |                            |
| Cardenal Costa, 28            |                            |                            |
| Cardenal Costa (Delante Ford) |                            |                            |
| Cementerio (San José)         |                            |                            |
| Ctra. Borriol (Tanatorio)     |                            |                            |
| Grupo Roser                   |                            |                            |
| NUEVO CEMENTERIO              |                            |                            |

| Dirección PASEO RIBALTA (IMPARES)  | Dirección PASEO RIBALTA (IMPARES) | Dirección PASEO RIBALTA (IMPARES) |
| Parada                             | Enlaces                           |                                   |
| ---------------------------------- | --------------------------------- | --------------------------------- |
| NUEVO CEMENTERIO                   |                                   |                                   |
| Grupo Roser                        |                                   |                                   |
| Cementerio (Quadra Borriolenc)     |                                   |                                   |
| Cementerio (San José)              |                                   |                                   |
| Paseo Morella (FF.CC.)             |                                   |                                   |
| Avda. Barcelona (Centro Comercial) |                                   |                                   |
| Dr. Clará (Hospital Provincial)    |                                   |                                   |
| Ronda Mijares, 35                  |                                   |                                   |
| Ronda Mijares, 13                  |                                   |                                   |
| PASEO RIBALTA (IMPARES)            |                                   |                                   |